# Hans Storck (Landrat)
Hans Storck (* 2. Februar 1899 in Trier; † 20. August 1954 in Bad Kissingen) war ein deutscher Landrat.

## Leben
Nach dem Besuch der Volksschule und des  Gymnasiums in Trier wechselte Hans Storck zum Gymnasium Bonn, wo er am 1. September 1917 das Abitur machte. Es schloss sich ein Studium der Rechtswissenschaften in Münster und Bonn an. Am 8. August 1921 promovierte er in Bonn, nachdem er im Juni 1921 Gerichtsreferendar am Oberlandesgericht Köln wurde. Ein Jahr später wechselte er in die Verwaltung und war Regierungsreferendar in Köln. Als Regierungsassessor wurde Storck am 6. Oktober 1924 dem Landratsamt Calbe überwiesen.
Ab Juni 1925 beim  Landratsamt Essen beschäftigt, wurde er im Oktober 1925 als Hilfsarbeiter ins Preußische Ministerium des Innern einberufen, im August 1926 an die Preußische Bau- und Finanzdirektion Berlin versetzt und hier im Dezember 1927 zum Regierungsrat ernannt. Am 1. Juni 1932 erhielt Storck den Auftrag, das Landratsamt Iserlohn vertretungsweise zu verwalten und am 31. Oktober 1932 war seine definitive Ernennung zum Landrat des Kreises Iserlohn. Bereits im  Januar 1935 folgte die Einberufung ins Reichsministerium des Innern. Hier wurde er zum 24. Februar 1936 Ministerialrat in der Abteilung V – Kommunalabteilung. Wegen seiner  Ernennung zum Verbandsvorsteher des Brandenburgischen Sparkassen- und Giroverbandes wurde er auf Antrag zum 1. Januar 1939 aus seinem Amt entlassen. Vom Spätherbst 1939 bis Frühjahr 1945 wurde er durch den Sonderauftrag des Reichswirtschaftsministeriums  Beauftragter des Reichsstatthalters im Wartheland für die Errichtung deutscher Sparkassen und eines Sparkassen- und Giroverbandes im Reichsgau Wartheland. Von 1942 bis 1945 als Militärverwaltungsbeamter zum Wirtschaftsstab Ost bzw. Reichswirtschaftsministerium kommandiert, ging er 1947 als Angestellter zu einer Wirtschaftsberatung. Später war er Beigeordneter und Finanzdezernent des Deutschen Städtetages und auch Mitglied des Deutschen Sparkassen- und Giroverbandes.
Storck trat am 1. Mai 1933 in die NSDAP ein. Im Entnazifizierungsverfahren hat ihn das Amtsgericht Düsseldorf in die Kategorie IV (Mitläufer) eingestuft.